# Canal de Velilla
El canal de Velilla es una obra de ingeniería civil que se inauguró en 1971. Dicho canal discurre 9,7 kilómetros íntegramente en la provincia de León, permitiendo el riego de 964 hectáreas con agua dulce proveniente del embalse de Barrios de Luna. El uso principal del agua es la agricultura y el abastecimiento de la ciudad de León. Todo el canal se encuentra soterrado.

## Datos técnicos[1]
- Longitud: 9,7 kilómetros

- Superficie dominada: 1.278 hectáreas

- Superficie regada: 964 hectáreas

- Caudal máximo en origen: 2,5 m³/s